# Lakewood Township (New Jersey)
Lakewood Township ist ein Township im Ocean County in New Jersey. Bei der Volkszählung 2020 wurden 135.158 Einwohner registriert. Lakewood ist ein Zentrum des orthodoxen Judentums und beherbergt die größte Jeschiwa außerhalb Israels, die Beth Medrash Govoha mit 6.500 Schülern, die von Rabbiner Aharon Kotler gegründet wurde. Knapp die Hälfte der Bevölkerung besteht aus orthodoxen Juden.
Lakewood CDP (2010 Census Bevölkerung von 53.805), Leisure Village (4.400) und Leisure Village East (4.217) sind nicht inkorporierte Gemeinden und census-designated places (CDPs), die innerhalb der Lakewood Township liegen.

## Geschichte
Lakewood wurde am 23. März 1892 durch ein Gesetz der Legislative von New Jersey aus Teilen von Brick Township als Township gegründet. Teile von Howell Township in Monmouth County wurden 1929 an Lakewood Township angegliedert.

## Demografie
Laut der Volkszählung von 2020 leben in Lakewood Township 135.158 Menschen. Die Bevölkerung teilt sich 2019 auf in 91,4 % Weiße, 3,1 % Afroamerikaner, 1,1 % Asiaten und 0,6 % mit zwei oder mehr Ethnizitäten. Hispanics oder Latinos aller Ethnien machten 12,7 % der Bevölkerung von Lakewood aus. Das mittlere Haushaltseinkommen lag bei 52.148 US-Dollar und die Armutsquote bei 24,2 %. Die Bevölkerung ist deutlich jünger als der staatweite Durchschnitt und fast die Hälfte der Einwohner sind jünger als 18 Jahre. Die Bevölkerung nimmt rasant zu, insbesondere durch das Wachstum der hispanischen und jüdisch-orthodoxen Bevölkerung.
| Bevölkerungsentwicklung Bei den Daten handelt es sich um Volkszählungsergebnisse. | Bevölkerungsentwicklung Bei den Daten handelt es sich um Volkszählungsergebnisse. | Bevölkerungsentwicklung Bei den Daten handelt es sich um Volkszählungsergebnisse. | Bevölkerungsentwicklung Bei den Daten handelt es sich um Volkszählungsergebnisse. | Bevölkerungsentwicklung Bei den Daten handelt es sich um Volkszählungsergebnisse. | Bevölkerungsentwicklung Bei den Daten handelt es sich um Volkszählungsergebnisse. | Bevölkerungsentwicklung Bei den Daten handelt es sich um Volkszählungsergebnisse. | Bevölkerungsentwicklung Bei den Daten handelt es sich um Volkszählungsergebnisse. | Bevölkerungsentwicklung Bei den Daten handelt es sich um Volkszählungsergebnisse. | Bevölkerungsentwicklung Bei den Daten handelt es sich um Volkszählungsergebnisse. |
| --------------------------------------------------------------------------------- | --------------------------------------------------------------------------------- | --------------------------------------------------------------------------------- | --------------------------------------------------------------------------------- | --------------------------------------------------------------------------------- | --------------------------------------------------------------------------------- | --------------------------------------------------------------------------------- | --------------------------------------------------------------------------------- | --------------------------------------------------------------------------------- | --------------------------------------------------------------------------------- |
| Jahr                                                                              | 1940                                                                              | 1950                                                                              | 1960                                                                              | 1970                                                                              | 1980                                                                              | 1990                                                                              | 2000                                                                              | 2010                                                                              | 2020                                                                              |
| Einwohner                                                                         | 8.502                                                                             | 10.809                                                                            | 16.020                                                                            | 25.233                                                                            | 38.464                                                                            | 45.048                                                                            | 60.352                                                                            | 92.843                                                                            | 135.158                                                                           |

## Politik
Orthodoxe Juden stellen einen bedeutenden Wählerblock in Lakewood Township dar. Das Township ist mehrheitlich konservativ geprägt. Bei der Präsidentschaftswahl 2016 erhielt der Republikaner Donald Trump 74,4 % der Stimmen (17.914 Stimmen), vor der Demokratin Hillary Clinton mit 24,2 % (5.841 Stimmen) und anderen Kandidaten mit 1,4 % (333 Stimmen).

## Bildung
Es gibt viele Jeschiwot und jüdische Tagesschulen, die der orthodoxen jüdischen Gemeinde dienen, wobei der Schulbezirk einen Bustransport für 18.000 Schüler anbietet, die an 74 Jeschiwot eingeschrieben sind (Stand 2011), und 25.000 im Jahr 2016. Beth Medrash Govoha hat mehr als 5.000 Schüler und ist damit eine der größten Jeschiwot der Welt; die Jeschiwa ist eine Hochschuleinrichtung, in der sich die Schüler hauptsächlich auf das Studium des Talmuds und des jüdischen Rechts konzentrieren. Daneben gibt es mit der Georgian Court University eine private katholische Hochschule und mehrere staatliche Schulen.

## Städtepartnerschaft
Bnei Berak, Israel, seit 31. Mai 2011

## Söhne und Töchter der Stadt
- Marc Turtletaub (* 1946), Regisseur und Schauspieler.
- Steve Tisch (* 1949), Filmproduzent
- Armin Shimerman (* 1949), Schauspieler